# Takuya Yamashiro (Spider-Man)
Takuya Yamashiro (山城 拓也), também conhecido como Homem-Aranha (em japonês: スパイダーマン, Hepburn: Supaidāman) e coloquialmente referido como o "Homem-Aranha Japonês", é um super-herói interpretado por Kōsuke Kayama (Shinji Tōdō) baseado no personagem da Marvel Comics de mesmo nome. Ele é o protagonista do tokusatsu Spider-Man de 1978 e no filme Spider-Man lançado no mesmo ano, ambas produções da Toei Company, reaparecendo posteriormente como personagem coadjuvante nas histórias em quadrinhos Aranhaverso de 2014-2015 e Spider-Geddon de 2018. O sucesso de Yamashiro e seu robô mecha gigante Leopardon fez a Toei adaptar o conceito para a franquia Super Sentai em Battle Fever J, tornando o personagem o antepassado narrativo de Power Rangers.

## Biografia fictícia
Takuya Yamashiro era um piloto de motocross, filho do astrofísico Dr. Hiroshi Yamashiro, e o homem que se tornaria o Homem-Aranha de sua realidade . Enquanto praticava em sua moto, Takuya começou a receber mensagens telepáticas de um alienígena chamado Garia, que havia sido aprisionado em uma caverna por um senhor da guerra vampírico chamado Professor Monster. Sua irmã, Shinko e namorada, Hitomi Sakuma pediram sua ajuda na investigação do Leopardon acidentado, mas Takuya recusou, pois tinha uma corrida para competir. Seu pai, que estava procurando por Garia, aceitou e partiu com Shinko e Hitomi. Mais tarde, antes de partir para a competição, Takuya recebeu mais mensagens de Garia e foi investigar. Nas montanhas, ele encontrou Hitomi e Shinko, que disseram a Takuya que seu pai havia sido atacado. Takuya encontrou seu pai moribundo, que havia recebido ferimentos fatais de uma criatura que trabalhava para o Professor Monster chamado Boukunryu. Após a morte de seu pai, Takuya foi atacado pelo Exército da Cruz de Ferro e gravemente ferido, caindo na caverna onde Garia estava aprisionado. Garia salvou sua vida dando-lhe o Bracelete da Aranha e o Extrato de Aranha, que lhe concederam habilidades aracnídeas, e então informou Takuya sobre a invasão do Professor Monstro, bem como sua história pessoal. De volta à sua casa, Garia contou a Takuya sobre seu novo traje e habilidades e os testou, antes de descobrir que o Exército da Cruz de Ferro havia sequestrado o Professor Fujita. O Homem-Aranha partiu para confrontar o grupo e libertou o Professor. Ele foi então atacado por Boukunryu e se viu incapaz de derrotar o monstro, até que invocou Leopardon e libertou seu Vigor de Espada e destruiu Boukunryu, jurando derrotar o resto do Exército da Cruz de Ferro.
Após derrotar Boukunryu, Takuya continuou a atuar como super-herói após ler uma mensagem no diário de seu pai que dizia "sempre assuma a responsabilidade por suas ações". Após ingressar na Interpol, ele finalmente confrontou e aparentemente matou o Professor Monstro, finalmente vingando a morte de seu pai. Ele também concedeu superpoderes a um jovem órfão chamado Ichiro Murakami após uma transfusão de sangue.

## Em outras mídias
- Takuya Yamashiro aparece em Aranhaverso e Spider-Geddon.[5]
- Em 2019, quando perguntado no Twitter se Yamashiro estava definido para aparecer em uma sequência do filme Homem-Aranha: No Aranhaverso (2018), o codiretor Phil Lord confirmou que o personagem havia sido projetado,  embora ele não tenha aparecido no segundo filme Homem-Aranha: Através do Aranhaverso (2023).[6] No entanto, um terceiro filme, Homem-Aranha: Além do Aranhaverso (2027), também está em desenvolvimento e está programado para ser lançado em 4 de junho de 2027; tanto o segundo quanto o terceiro filmes foram originalmente escritos como um filme antes de serem divididos em duas partes.